# Typhlotanais irregularis
Typhlotanais irregularis är en kräftdjursart som beskrevs av Hansen 1913. Typhlotanais irregularis ingår i släktet Typhlotanais och familjen Nototanaidae. Inga underarter finns listade i Catalogue of Life.